# 硤合反応
有機化学において、硤合反応（そあいはんのう, Soai reaction）は、ジイソプロピル亜鉛を用いたピリミジン-5-カルバアルデヒドのアルキル化である。この反応は自触媒的であり、急速に増大する量の生成物と同じエナンチオマーをもたらす。生成物のピリミジルアルコールはキラルであり、さらなる触媒サイクルにおいて同じキラリティーを誘導する。低いエナンチオマー過剰率から反応を開始すると非常い高いエナンチオマー過剰率を持つ生成物が得られる。本反応はいくつかの生体分子の分類のホモキラリティーの起源を知る手掛かりとして研究されている。
日本の化学者硤合憲三が1995年に本反応を発見した。
その他のキラル添加剤を不斉誘導の初期源として使うことができる。